# Klassefesten (film fra 2002)
Klassefesten er en svensk komediefilm fra 2002 instrueret af Måns Herngren og Hannes Holm. I filmen medvirker blandt andre Björn Kjellman, Cecilia Frode, Inday Ba og Ulf Friberg.
Filmen blev udgivet den 27. februar 2002 i Sverige og den 5. juli i Danmark.

## Handling
35-årige Magnus får en invitation til genforening med sin gamle klasse fra folkeskolen. Det er 20 år siden han gik ud, og han har ikke lyst til at genopleve noget fra en meget angstpræget periode af sit liv. Men måske kommer hans store ungdomskærlighed endelig for en pige, han ville være sammen med resten af sit liv?

## Medvirkende (i udvalg)
- Björn Kjellman som Magnus
- Cecilia Frode som Lollo
- Inday Ba som Hillevi
- Lisa Lindgren som Jeanette
- Ulf Friberg som Tommy
- Henrik Hjelt som Ove
- Ingrid Luterkort som frøken
- Malena Engström som Sussie
- Ulrika Malmgren som Åsa
- Anna-Maria Hallgarn som Lisa